# Capilla de San Miguel (Catedral de Oviedo)
La Capilla de San Miguel  está situada en la catedral de Oviedo en Asturias.
Se trata de una capilla situada en la parte superior de la cripta de Santa Leocadia. La capilla es contemporánea de la cripta y de la torre vieja de San Salvador, si bien hasta el siglo XII no se denominó de esta forma siendo totalmente independiente de la cripta.